# Henry Cowell
Henry Dixon Cowell (Menlo Park, 11 marzo 1897 – New York, 10 dicembre 1965) è stato un compositore, teorico musicale e pianista statunitense.
La sua musica ricopre un vasto raggio di tecniche ed espressioni, partendo da sperimentazioni ritmiche e armoniche e finendo con occuparsi di sonorità particolari, su strumenti nuovi o modificati. "Nessun altro compositore del nostro tempo ha prodotto un insieme di opere allo stesso tempo radicali e normali, penetranti e globali. Unendo a questa enorme produzione la sua lunga e influente carriera di insegnante, i suoi successi risultano davvero impressionanti. Non ce ne sono di uguali, sia per fecondità sia per giustezza".

## Biografia
Nato nel borgo rurale di Menlo Park, in California, da due scrittori d'avanguardia (il padre era immigrato dall'Irlanda e la madre era stata un'insegnante di scuola e proveniva dallo Iowa), Cowell dimostrò talento musicale precoce e cominciò a suonare il violino all'età di cinque anni. Nel 1903 i genitori divorziarono e il ragazzo crebbe con la madre, Clarissa Dixon, autrice del romanzo proto-femminista Janet and Her Dear Phebe. Suo padre, con il quale mantenne i contatti, gli fece conoscere la musica irlandese, che divenne un punto di riferimento per tutta la sua carriera di compositore.
Benché non avesse ricevuto educazione musicale formale (e poca scolarità, in genere, avendo imparato a leggere e scrivere tramite la madre), cominciò a comporre già da adolescente. Nell'estate 1914, Cowell scriveva musica individualistica, inclusa l'insistentemente ripetitiva Anger Dance (in origine Mad Dance). Quell'autunno fu ammesso alla Università della California - Berkeley come allievo di Charles Seeger (1886-1979). Qui studiò armonia e altri argomenti con lo stesso Seeger e con Edward Griffith Stricklen e contrappunto con Wallace Sabin (1869-1937). Dopo due anni, continuò gli studi a New York, dove incontrò Leo Ornstein (1893-2002), un compositore e pianista radicalmente "futurista". Ancora adolescente, Cowell scrisse per pianoforte Dynamic Motion (1916), la sua prima opera importante che esplora le possibilità di usare clusters.
Cowell tornò quindi presto in California, dove era coinvolto nella comunità teosofica di Halcyon (nella Contea di San Luis Obispo), guidata dal poeta irlandese John Osborne Varian (1863-1931), utopista che accese in Cowell l'interesse per il folclore e la mitologia irlandese. Nel 1917 compose la musica di scena per l'opera teatrale di Varian The Building of Banba, il cui preludio (The Tides of Manaunaun) diventerà la sua opera più nota ed eseguita. In anni più recenti, Cowell sostenne che il pezzo fu composto intorno al 1912 (e Dynamic Motion nel 1914), nel tentativo evidente di far apparire le proprie innovazioni musicali ancora più precoci di quanto in realtà già fossero.
A cominciare dai primi anni 1920, Cowell fece lunghe tournée nell'America del nord e in Europa, come pianista ed esecutore delle proprie opere sperimentali, esploranti atonalità, politonalità, poliritmia, e modi musicali d'origine non occidentale. Béla Bartók, impressionato dai suoi clusters, gli chiese il permesso di adottarli.
Un'altra tecnica sviluppata da Cowell, in pezzi come Aeolian Harp (circa 1923), era quella del "piano pizzicato" (invece che suonare la tastiera ne apriva il coperchio e suonava direttamente le corde, pizzicandole e scivolandovi sopra le dita e le mani). Questa tecnica aprì la strada a quella di John Cage del  pianoforte preparato.
Nei primi pezzi di musica da camera, come Quartet Romantic (1915-17) e Quartet Euphometric (1916-19), Cowell fu pioniere di un modo di comporre che chiamò "armonia ritmica": "Entrambi i quartetti sono polifonici e ogni melodia ha il proprio ritmo", spiegò. "Persino il canone del primo movimento del Romantic ha durate diverse per le note di ogni voce".
Nel 1919 Cowell cominciò a scrivere le pagine teoriche di New Musical Resources, pubblicate finalmente, dopo importanti revisioni, nel 1930. Basate sulle varietà innovative dei concetti ritmici e armonici che aveva usato nelle proprie composizioni, esse avranno un effetto straordinario sulla musica sperimentale americana per diversi decenni. Conlon Nancarrow, per esempio, vi farà riferimento anni dopo definendole "l'influenza maggiore su qualunque altra cosa abbia letto riguardo alla musica".
Nel 1930 Cowell commissionò a Lev Sergeevič Termen l'invenzione del "Polyrhythmophone" o "Rhythmicon", strumento ritmico che fu la prima drum machine costruita, capace di suonare note  trasportabili su ritmi periodici proporzionali (basati su frequenze fondamentali e riproducenti fino a sedici differenti pattern simultanei), con possibili effetti di spostamento dell'accento ritmico. Cowell scrisse diverse composizioni a partire dallo strumento, incluso un concerto, e Termen ne costruì ancora due modelli, anche se la macchina venne presto dimenticata, almeno fino agli anni 1960, quando il produttore di musica pop Joe Meek (1929-1967) ne sperimentò ancora le possibilità.
Altre opere importanti per pianoforte di Cowell del periodo includono The Banshee (1925) e Tiger (1930) (ispirato dalla poesia di William Blake). Compositore prolifico di canzoni (ne scrisse oltre 180 lungo tutta la sua carriera), Cowell tornò quindi all'Aeolian Harp, adattandola per voci su How Old Is Song?, una poesia scritta del padre. Scrisse inoltre opere da camera, come Adagio for Cello and Thunder Stick (1924), che esplorava un'insolita strumentazione e altre ancora più innovative, come Six Casual Developments (1933), per clarinetto e pianoforte, Ostinato Pianissimo (1934), per ensemble di percussioni, il Concerto for Piano and Orchestra (1928) (con i tre movimenti: "Polyharmony", "Tone Cluster", e "Counter Rhythm") e la Sinfonietta (1928), il cui scherzo venne diretto da Anton Webern in un concerto di Vienna.
Nei primi anni 1930, cominciò a occuparsi anche di musica aleatoria. Uno dei suoi maggiori pezzi di musica da camera, il Mosaic Quartet (String Quartet n. 3) (1935), si suona come raccolta di cinque movimenti in sequenza non pre-ordinata.
Cowell fu la figura centrale di un circolo di compositori d'avanguardia che include gli amici Carl Ruggles (1876-1971) e Dane Rudhyar, oltre a Leo Ornstein, John Becker, Colin McPhee (1900-64), l'emigrato dalla Francia Edgard Varèse, e Ruth Crawford Seeger (1901-1953), la quale aveva convinto Charles Seeger (poi suo marito) a seguirlo come studente.
Cowell e il suo circolo venivano considerati a volte come "ultra-modernisti," un'etichetta che ha origine non chiara e che veniva applicata anche ad altri che del circolo non facevano parte (come George Antheil e alcuni i suoi discepoli). Virgil Thomson li chiama "i compari della ricerca ritmica".
Nel 1925, Cowell fondò la New Music Society, che si occupava di trovare palchi per le loro esibizioni e alleati artistici, come Wallingford Riegger e Arnold Schönberg, il quale più tardi chiese a Cowell di suonare per i propri studenti di composizione durante uno dei suoi tour europei. Nel 1927 Cowell fondò la rivista New Music, che sotto la sua direzione pubblicò diversi pezzi musicali interessanti, sia degli ultra-modernisti sia di diversi altri, tra i quali Ernst Bacon (1898-1990), Otto Luening (1900-1996), Paul Bowles, e Aaron Copland. Per cercare finanziatori alla rivista entrò in contatto con un compositore allora sconosciuto e che diventerà uno dei suoi amici più stretti, Charles Ives. Nel 1934 fondò anche l'etichetta discografica New Music Recordings.
Nel 1928 Cowell era alla guida di un gruppo ulteriormente allargato con Carlos Salzedo, Emerson Whithorne (1884-1958), e Carlos Chávez che fondarono la Pan-American Association of Composers, un'associazione di compositori dedicata a promuovere la loro attività e allargare la loro comunità oltre i confini nazionali. Il concerto inaugurale, tenuto a New York nel marzo 1929, comprendeva solo musica latina, con opere di Chávez, del brasiliano Heitor Villa-Lobos e dei cubani Alejandro García Caturla (1906-1940) e Amadeo Roldán (1900-1939). Il concerto successivo, dell'aprile 1930 presentava gli ultra-modernisti statunitensi, con opere di Cowell, Crawford, Ives, Rudhyar e altri, tra cui Antheil, Henry Brant (1913-2008) e Vivian Fine (1913-2000).
Nei quattro anni successivi Nikolaj Leonidovič Slonimskij diresse concerti che finanziarono l'associazione a New York, in Europa e, nel 1933, a Cuba. Lo stesso Cowell vi suonò nel 1930 e si incontrò con Caturla, che pubblicava su New Music. Cowell avrebbe continuato a lavorare per lui e per Roldán, la cui Rítmica n. 5 (1930) fu il primo pezzo a sé stante di musica classica occidentale scritto specificamente per ensemble di percussioni. Durante questo periodo, Cowell sparse il credo degli ultra-modernisti come insegnante di composizione e teorico, avendo tra gli studenti George Gershwin, Lou Harrison (che si riferì a Cowell come "mentore dei mentori") e John Cage (che proclamò Cowell "l'apriti-sesamo della nuova musica in America").
Incoraggiare l'apertura di Caturla e Roldán ai ritmi africani e quella di Chávez verso i popoli indigeni del Messico fu a quel punto naturale per Cowell. Essendo cresciuto sulla West Coast, era stato infatti esposto a molta di quella musica che ora viene definita world music, a cui bisogna aggiungere la sua passione per arie e danze irlandesi e la sua vocazione sperimentale collegata a musiche provenienti da Cina, Giappone e Tahiti. Tutto ciò spiega la sua famosa frase "Voglio vivere nel mondo intero della musica". Proseguì investigando la  musica classica indiana e insegnò un corso di "Music of the World's Peoples," presso la New School for Social Research di New York e altrove.
Nel 1931 il premio Guggenheim fellowship gli permise di andare a Berlino a studiare musicologia comparata (quel che poi è diventata l'etnomusicologia) con Erich von Hornbostel. Studiò anche musica carnatica e gamelan.
Nel 1936 Cowell, per la sua bisessualità, venne arrestato con l'accusa di immoralità. Condannato a quindici anni di carcere, passò quattro anni nel carcere di San Quintino, dove diresse la banda del carcere e continuò a scrivere musica con la consueta prolificità, producendo circa sessanta opere, tra le quali Pulse e Return (entrambi del 1939). Continuò anche i suoi esperimenti di musica aleatoria con Amerind Suite (1939), di cui scrisse cinque versioni, ognuna più difficile della precedente (gli interpreti devono misurarsi con il suono di due o persino tre versioni simultanee dello stesso movimento su pianoforti diversi). Nel Ritournelle (larghetto e trio) (1939) per l'opera coreografica Marriage at the Eiffel Tower, eseguita a Seattle, esplorò quella che chiamò "forma elastica". Le 24 misure del Larghetto e le 8 del Trio sono ognuna modulare e, nonostante i suggerimenti dati da Cowell, possono ipoteticamente essere incluse o escluse, suonate una volta o ripetute, permettendo all'esecutore di allungare o contrarre il pezzo secondo il proprio desiderio, con l'obiettivo pratico di dare al coreografo la libertà di adattare la musica alla danza.
Cowell fu chiamato al progetto Eiffel Tower grazie a Cage, che come altri (Ives però ruppe i contatti) non abbandonò l'amico e maestro al suo destino carcerario. Nel 1940 fu rilasciato sulla parola e si trasferì sull'East Coast. Nel 1941 sposò Sidney Robertson Cowell (1903-95), una studiosa di musica folk. Nel 1942 poi a Cowell venne concessa la grazia.
Nonostante la grazia, che gli permise di lavorare ai programmi radio dell'Office of War Information, l'esperienza della prigionia lo cambiò molto. Conlon Nancarrow, incontrandolo nel 1947 scrisse che "l'impressione che ne ho avuto è di una persona terrorizzata, che vive con la sensazione d'essere arrestata da un momento all'altro". Anche la sua capacità di sperimentazione musicale rimase colpita dall'esperienza carceraria e le sue ultime opere furono più conservative, con ritmi più semplici e un linguaggio armonico tradizionale. Tra queste, basate sulla "old-time music" americana ci sono i 18 Hymn and Fuguing Tunes (1943–1964) che testimoniano del suo riavvio d'interesse per la musica folclorica (come d'altronde già prima della guerra), anche se non si permette più quelle trasformazioni provocanti che erano state la sua firma più identificatoria e che ora vennero abbandonate.
Nonostante la rinuncia alle idee più radicali, Cowell rimase comunque una figura di primo piano (insieme con Harrison e McPhee) dell'incorporazione nella musica occidentale di quella non occidentale, come in Ongaku (1957, di ispirazione giapponese), in Madras (1956-1958, che fu eseguita nella città omonima), e in Homage to Iran (1959). Le sue canzoni inclusero Music I Heard (su una poesia di Conrad Aiken, 1961) e Firelight and Lamp (su una poesia di Gene Baro, 1962).
Malgrado la rottura con Ives, Cowell, in collaborazione con la moglie, scrisse uno dei primi studi importanti sulla sua opera (Charles Ives and His Music, Oxford University Press, 1955). Riprese anche a insegnare (tra i suoi nuovi studenti ci furono Burt Bacharach, J. H. Kwabena Nketia e Irwin Swack) e lavorò come consulente per la Folkways Records, per oltre dieci anni, scrivendo note di copertina e dirigendo collane come Music of the World's Peoples (1951-1961) e Primitive Music of the World (1962). Nel 1963 registrò venti pezzi per pianoforte in un album per la stessa casa.
Forse liberato dal passare del tempo e dalla propria età avanzata, negli ultimi anni scrisse ancora un numero impressionante di opere, come Thesis (Symphony n. 15, 1960) e 26 Simultaneous Mosaics (1963).
Nel 1951 era stato eletto membro dell'American Academy of Arts and Letters. Morì, dopo una serie di malattie, nel 1965, a Shady, presso New York.

## Opere per solo pianoforte
- Anger Dance (1914; in origine Mad Dance)
- Dynamic Motion (1916; spesso maldatata 1914)
- The Tides of Manaunaun (1917; spesso maldatata 1911 o 1912)
- What's This? (First Encore to Dynamic Motion) (1917)
- Amiable Conversation (Second Encore to Dynamic Motion) (1917)
- Advertisement (Third Encore to Dynamic Motion) (1917)
- Antinomy (Fourth Encore to Dynamic Motion) (1917, rev. 1959; spesso apparsa con l'ortografia sbagliata "Antimony")
- Time Table (Fifth Encore to Dynamic Motion) (1917)
- The Trumpet of Angus Og (1918–24)
- Fabric (1920)
- Vestiges (1920)
- The Voice of Lir (1920)
- The Sword of Oblivion, for string piano (ca. 1920–22)
- Exultation (1921)
- The Hero Sun (1922)
- Nine Ings (1922)
- Piece for Piano with Strings (1923; per solo string-piano, nonostante il titolo possa confondere)
- Aeolian Harp, for string piano (ca. 1923)
- A Rudhyar (1924)
- The Harp of Life (1924)
- Snows of Fujiyama (1924)
- The Banshee, for string piano (1925)
- Slow Jig (1925)
- The Leprechaun (1928)
- Euphoria (1929)
- Fairy Answer (1929)
- Lilt of the Reel (1930)
- Tiger (1930)
- Sinister Resonance, for string piano (ca. 1930)
- Deep Color (1938)
- High Color (ca. ultimi anni 1930–primi anni 1940)
- Elegie (for Hanya Holm) (1941)

## Discografia scelta
Registrazioni di Cowell
- Henry Cowell: Piano Music (Smithsonian Folkways 40801)-esecuzione di 20 proprie composizioni per piano solo, tra cui Dynamic Motion, The Tides of Manaunaun, Aeolian Harp, The Banshee, e Tiger, con una traccia di commento
- Tales of Our Countryside (American Columbia 78rpm Set X 235, recorded July 5, 1941)—the All-American Youth Orchestra condotta da Leopold Stokowski, con Cowell come pianista

Altri interpreti
- American Piano Concertos: Henry Cowell (col legno 20064)—large-ensemble pieces, tra cui Concerto for Piano and Orchestra and Sinfonietta, oltre a The Tides of Manaunaun e altri pezzi per pianoforte; eseguiti da Saarbrücken Radio Symphony Orchestra, diretta da Michael Stern, con Stefan Litwin al piano
- The Bad Boys!: George Antheil, Henry Cowell, Leo Ornstein (hatHUT 6144)—solo piano pieces, tra cui Anger Dance, The Tides of Manaunaun e Tiger; eseguiti da Steffen Schleiermacher
- Dancing with Henry (mode 101)—solo and chamber pieces, tra cui due versioni di Ritournelle (Larghetto); eseguite da California Parallèle Ensemble, diretto da Nicole Paiement, con Josephine Gandolfi al piano
- Henry Cowell (First Edition 0003)—orchestral pieces, tra cui Ongaku e Thesis (Symphony No. 15); eseguiti da Louisville Orchestra, con i direttori d'orchestra Robert S. Whitney e Jorge Mester
- Henry Cowell: A Continuum Portrait, Vol. 1 (Naxos 8.559192) e Vol. 2 (Naxos 8.559193)—solo, chamber, vocal, and large-ensemble pieces; eseguiti da Continuum, con la direzione di Cheryl Seltzer e Joel Sachs
- Henry Cowell: Mosaic (mode 72/73)—solo and chamber pieces, tra cui Quartet Romantic, Quartet Euphometric, Mosaic Quartet (String Quartet No. 3), Return, e tre versioni di 26 Simultaneous Mosaics; eseguiti da Colorado String Quartet e Musicians Accord
- Henry Cowell: Persian Set (Composers Recordings Inc. CRI-114 registrato nell'aprile 1957 e ristampato da Citadel CTD 88123)—Four movements for Chamber Orchestra, direzione di Leopold Stokowski
- Henry Cowell: Persian Set (Koch 3-7220-2 HI)—orchestral and large-ensemble pieces, tra cui Hymn and Fuguing Tune No. 2; eseguiti da Manhattan Chamber Orchestra, diretta da Richard Auldon Clark
- New Music: Piano Compositions by Henry Cowell (New Albion 103)—solo piano pieces, tra cui Dynamic Motion, The Tides of Manaunaun, Aeolian Harp, e Tiger; eseguiti da Chris Brown, Sorrel Hays, e altri
- Songs of Henry Cowell (Albany–Troy 240), tra cui How Old Is Song?, Music I Heard, e Firelight and Lamp; eseguiti da Mary Ann Hart (mezzo-soprano), Robert Osborne (basso-baritono) e Jeanne Golan (piano)